# Yura Yunita
Yunita Rachman, dite Yura Yunita, née le 9 juin 1991 à Bandung en Indonésie, est une chanteuse et auteur-compositeur indonésienne.

## Biographie
Après avoir réussi avec le hit Cinta Dan Rahasia, elle a ensuite sorti un troisième single intitulé Berawal Dari Tatap, qui a été publié en collaboration avec son clip vidéo. La sortie du single, Berawal Dari Tatap, figurait au sommet des charts dans les grandes villes d'Indonésie. Cette chanson a été écrite par elle. Début 2015, elle est devenue artiste de line-up au Festival international de jazz de Jakarta 2015.
En septembre 2018, Yura a sorti son deuxième album, Merakit. Six jours plus tard, elle remporte son troisième prix Anugerah Musik Indonesia (AMI) dans la catégorie Meilleure artiste solo féminine pop, avec le single Harus Bahagia.
Yura a obtenu son baccalauréat à la Faculté de communication de l'Université de Padjadjaran.

## Discographie

### Albums
- 2014 : Yura
- 2018 : Merakit
- 2020 : Tutur Batin